# Palazzetto dello sport (Bergamo)
Il palasport di Bergamo, noto dal 2022 con il nome commerciale di Pala Intred e in precedenza come PalaNorda e PalaAgnelli, è stato un impianto sportivo situato a Bergamo.

## Caratteristiche
Ospitava gli incontri casalinghi delle squadre di pallavolo del Bergamo 1991 (Serie A1 femminile) e dell'Olimpia Bergamo (Serie A2 maschile) e della Bergamo Basket 2014 (Serie A2), oltre ad essere stata sede di gioco del Bergamo, squadra vincitrice di numerosi titoli nazionali ed europei di pallavolo femminile.
L'impianto è stato sede delle final four di Coppa dei Campioni di pallavolo femminile nelle edizioni 1996-97 e 1998-99, delle fasi finali di Coppa Italia di pallavolo femminile nelle edizioni 1995-96 e 1997-98 (con la formula della final four) e 2003-04 (con la formula della final eight).
Per quanto riguarda la pallacanestro, in passato la struttura è stata sede degli incontri casalinghi dell'Alpe Bergamo, che ha militato in Serie A1 nel 1983-1984, e del Celana, in Legadue nel 2001-2002.
L'impianto ospitava dal 2006 al 2022 anche il torneo dell'ATP Challenger Tour Internazionali di Tennis di Bergamo, che di solito si svolgeva a febbraio.

## Chiusura
Il 10 maggio 2023 si è disputato l'ultimo incontro sportivo, il palazzetto diventerà sede della GAMeC